# Bundesautobahn 448

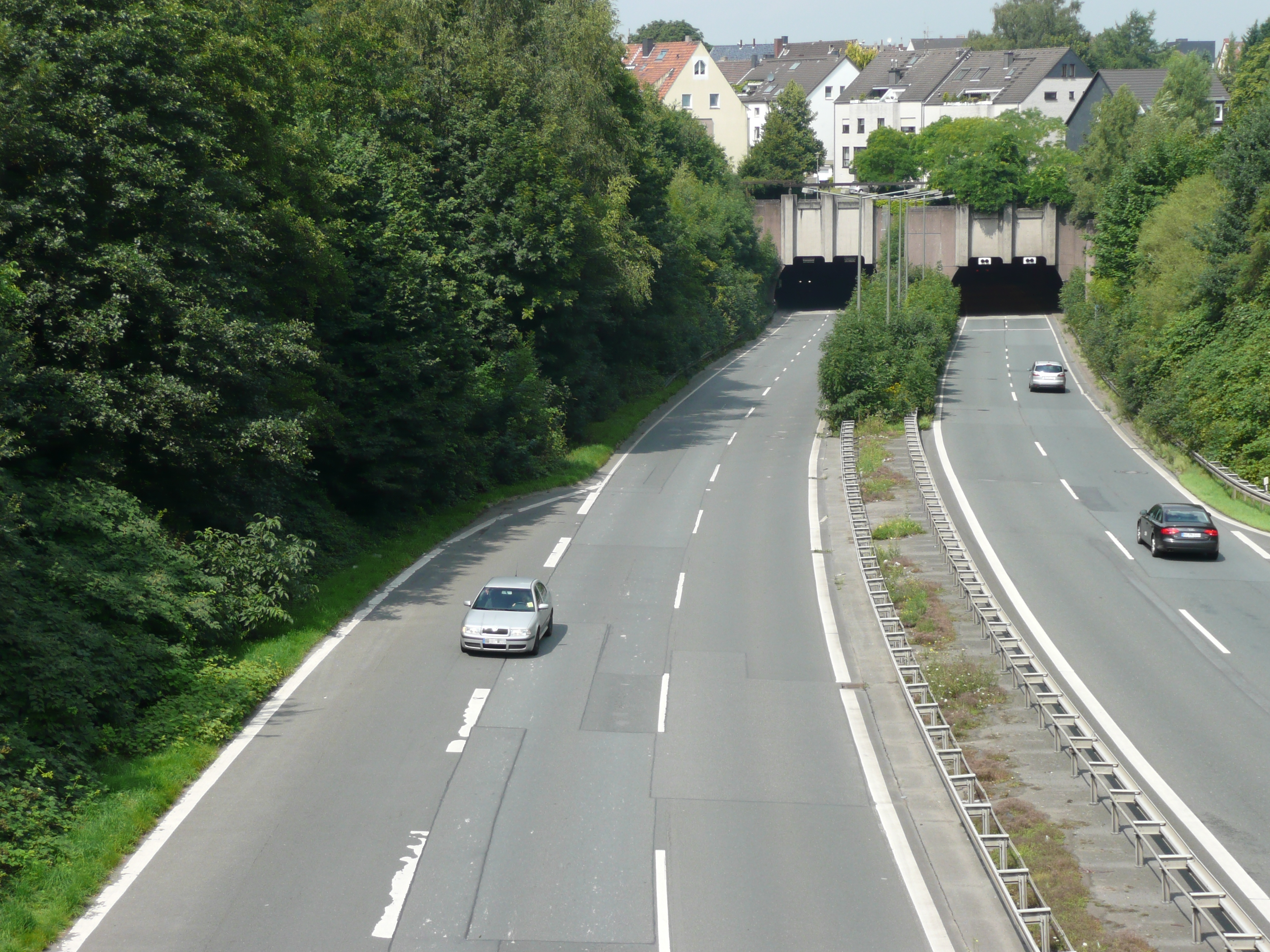
L'autostrada fra Bochum-Eppendorf e Bochum-Weitmar

La Bundesautobahn 448 (letteralmente: "autostrada federale 448") è un'autostrada tedesca nella regione della Ruhr.
L'autostrada è divisa in due tronchi: il tronco occidentale è parte del raccordo anulare di Bochum ("Bochumer Ring"), mentre il tronco orientale fino all'inizio del 2017 era parte dell'A 44. È in costruzione una bretella (la cosiddetta "Opelspange") per collegare i due tronchi.

## Storia
A partire dal 1º gennaio 2017 vennero classificati come A 448:
- il tronco del raccordo anulare di Bochum compreso fra l'innesto di Bochum-West sulla A 40 e il futuro innesto della "Opelspange";
- il tronco della A 44 compreso fra l'incrocio di Bochum/Witten con la A 43 e l'incrocio di Dortmund/Witten con la A 45.

## Percorso
| A 448 |           |                       |      |                |                     |
| Tipo  | n° uscita | Indicazione           | km   | Corrispondenze | Note                |
|       | 1         | Dreieck Bochum-West   | 0,0  |                |                     |
|       | 1         | Bochum-West           | 0,4  |                |                     |
|       | 2         | Bochum-Stahlhausen    | 1,5  |                |                     |
|       | 3         | Bochum-Eppendorf      | 2,6  |                |                     |
|       | 4         | Bochum-Weitmar        | 3,8  |                |                     |
|       | 5         | Bochum-Süd            | 5,0  |                |                     |
|       | 6         | Bochum-Wiemelhausen   | 5,9  |                | uscita obbligatoria |
|       | 7         | Bochum-Altenbochum    | 7,8  |                | in costruzione      |
|       | 8         | Kreuz Bochum/Witten   | 9,0  |                | uscita obbligatoria |
|       | 8         | Kreuz Bochum/Witten   | 9,4  |                |                     |
|       | 9         | Witten-Zentrum        | 11,6 |                |                     |
|       | 10        | Witten-Stockum        | 14,2 |                |                     |
|       | 11        | Witten-Annen          | 16,2 |                |                     |
|       | 12        | Kreuz Dortmund/Witten | 18,3 |                |                     |